# Songs We Remember
Songs We Remember är ett album med en ny förkroppsligad version av The Quarrymen, som var bandet som så småningom utvecklades till The Beatles. Albumet spelades in i Liverpool Parr Street Studios i april 2004 och släpptes den 29 augusti 2004 i Liverpool Beatles Convention. Skivan är fylld med covers på låtar som var en regelbunden del av The Quarrymen tidiga repertoar (därav albumets titel). Skivan innehåller också en nyinspelning av "In Spite Of All The Danger", en låt som The Quarrymen (inklusive John Lennon, Paul McCartney och George Harrison) på vinylskiva 1958 (släppt på The Beatles Anthology 1 album 1995) samt covers av låtar som också är covers eller skrivna av The Beatles.

## Låtlista
1. Maggie Mae (Traditional)
  - Inspelade av Beatles på albumet Let It Be. 1970
2. I'm Left, You're Right, She's Gone (S. Kesler - W. Taylor)
3. Twenty Flight Rock (Eddie Cochran)
4. Down By The Riverside (Traditional)
5. Come Go With Me (C. E. Quick)
6. Mean Woman Blues (Claude Demetrius)
7. Puttin' On The Style (Lonnie Donegan)
8. That'll Be The Day (Buddy Holly)
  - Inspelad på 78-varvare i studio av Quarrymen 1958 med John Lennon på sång och gitarr.
9. Baby, Let's Play House (Arthur Gunter)
10. Memphis, Tennessee (Chuck Berry)
11. In Spite Of All The Danger (Paul McCartney / George Harrison)
12. All Shook Up (Otis Blackwell)
13. Rock Island Line (Traditional)
14. Blue Suede Shoes  (Carl Perkins)
15. In My Life (Lennon/McCartney)
  - Cover på en originallåt av Lennon/McCartney, inspelad av The Beatles 1965, långt efter att The Quarrymen upplöstes.